# Salle des machines
Ne doit pas être confondu avec Salle des Machines (Tuileries) ou Galerie des Machines.

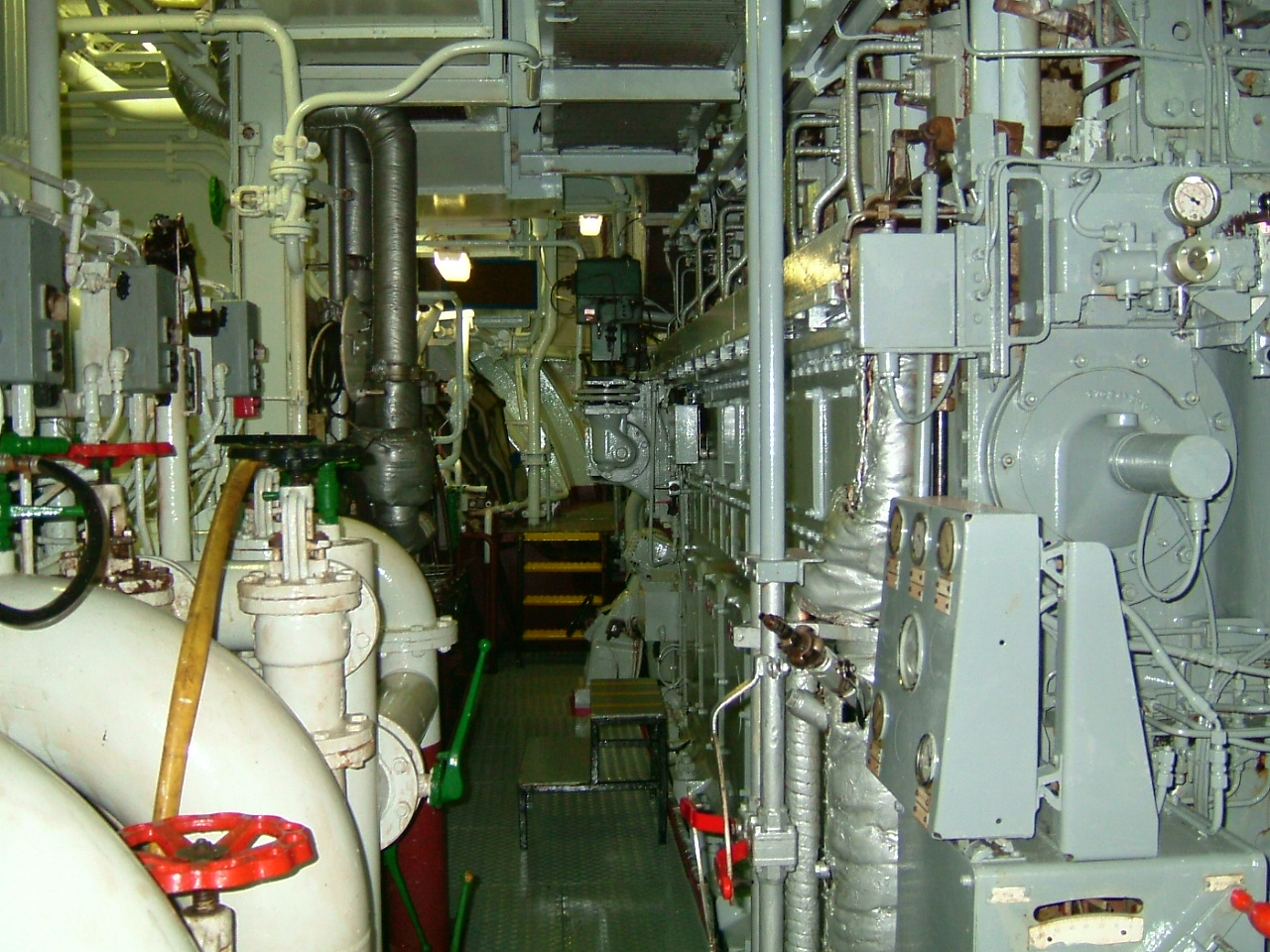
Parquet moteur principal sur navire de charge. Moteur de 5000 kW.

Sur un navire, on appelle salle des machines les compartiments qui renferment l'appareil propulsif (turbines ou moteurs Diesel) et évaporateur (chaudières) ainsi que les divers appareils auxiliaires, tels que les groupes électrogènes, produisant l'énergie nécessaire au fonctionnement du navire.
Les marins utilisent le terme de compartiment machine, celui de salle des machines étant davantage employé par les non initiés.

## Description

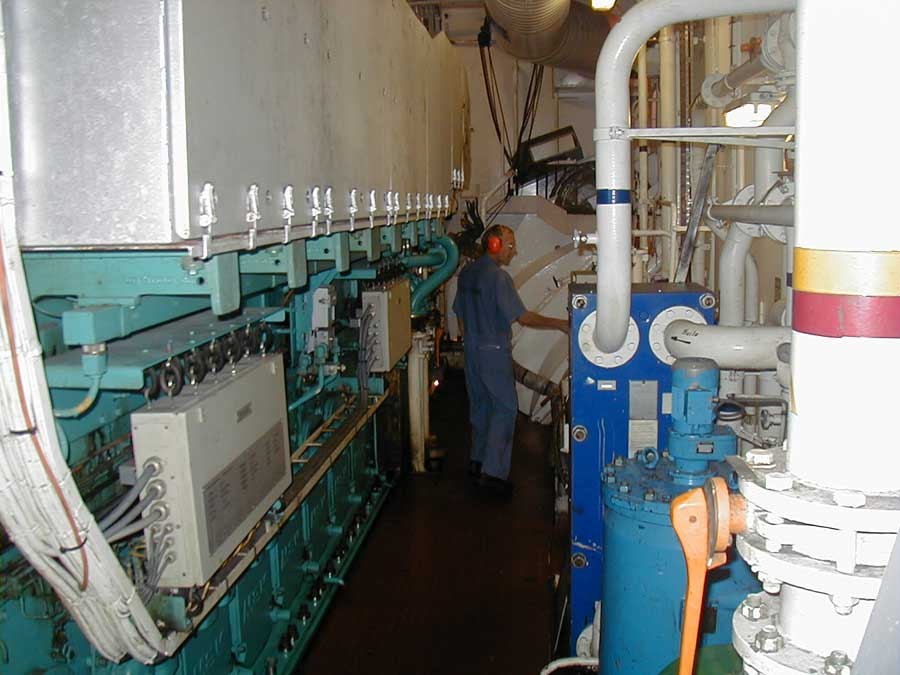
Parquet inférieur moteur principal

Le compartiment (ou salle) des machines est un endroit bruyant qui peut être très chaud (plus de 60 °C en zone tropicale), bien qu'il soit ventilé de manière très importante, il est d'ailleurs en surpression par rapport à l'extérieur. Cet apport d'air est également nécessaire au bon fonctionnement des moteurs ou brûleurs de chaudières. Dépendant de la taille du navire, elle comporte plusieurs étages (ponts), des échelles permettent aux mécaniciens de circuler entre eux, les plus gros moteurs Diesel actuels ayant une hauteur de près de 14 m pour une longueur de 27 m. Des réseaux de tuyauterie (circuits de combustible, d'eau de mer de refroidissement, d'eau douce, d'huile, etc.) courent sur les bords au plafond et sous les parquets, de nombreuses vannes permettent d'isoler des portions de circuit. Échelles, rambardes et plaques de parquets peuvent être démontables pour faciliter la manutention de grandes pièces de rechange ou même de moteurs entiers.

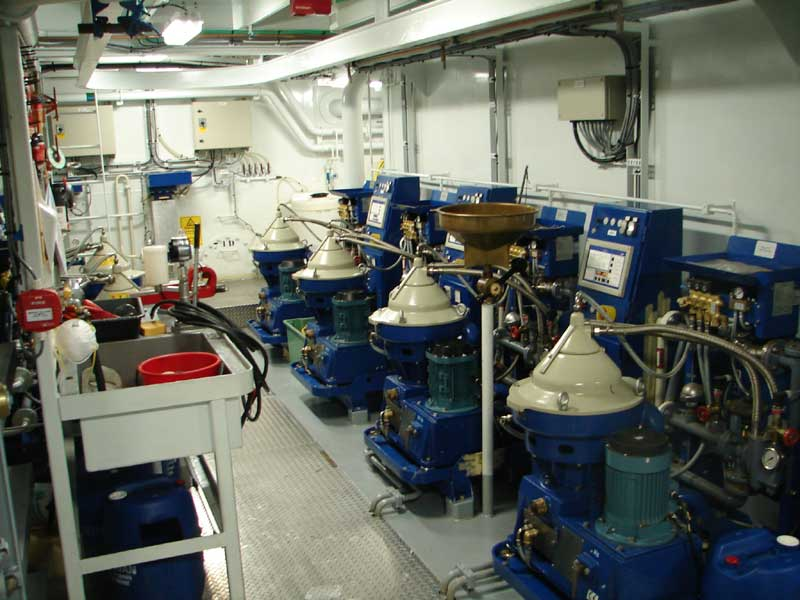
Local séparateur sur lAbeille Bourbon

Sur des navires de taille conséquente, on trouve un local réservé aux séparateurs (purificateurs) de combustibles.

## Appareils auxiliaires
La liste des appareils auxiliaires est très variable, on peut tout de même citer à titre d'exemple :
- embrayeur-réducteur
- groupe(s) électrogène(s)
- pompes diverses
- Échangeurs de chaleur
- tableau électrique principal
- bouilleurs ou osmoseurs

## Sécurité

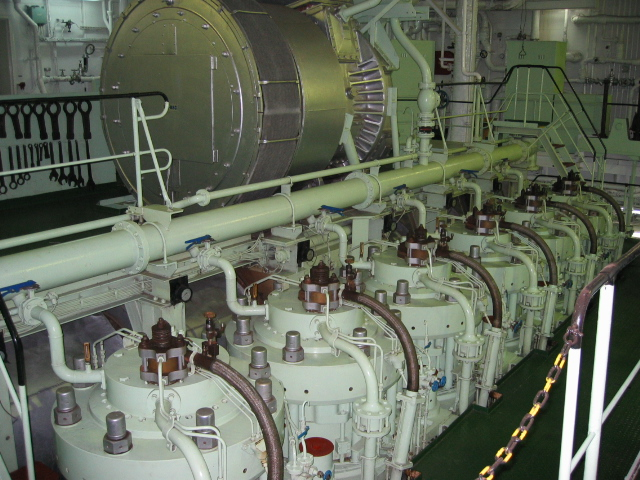
Vue du parquet supérieur d'un moteur principal

Le compartiment machine est entouré de cloisons étanches dans un souci de protection d'une entrée d'eau ou de propagation d'un incendie. le port de casque anti-bruit y est obligatoire. Sur les navires modernes, elle comporte des ""échappées" (ou issues de secours) à divers endroits stratégiques, et est protégée par un système automatique de détection incendie ainsi qu'un système d'extinction fixe. La réglementation demande également que les mécaniciens puissent y trouver un(des) appareil(s) respiratoire(s) pour l'évacuation d'urgence (plus connus sous le terme anglais "EEBD", Emergency Escape Breathing Device).

## Poste de contrôle

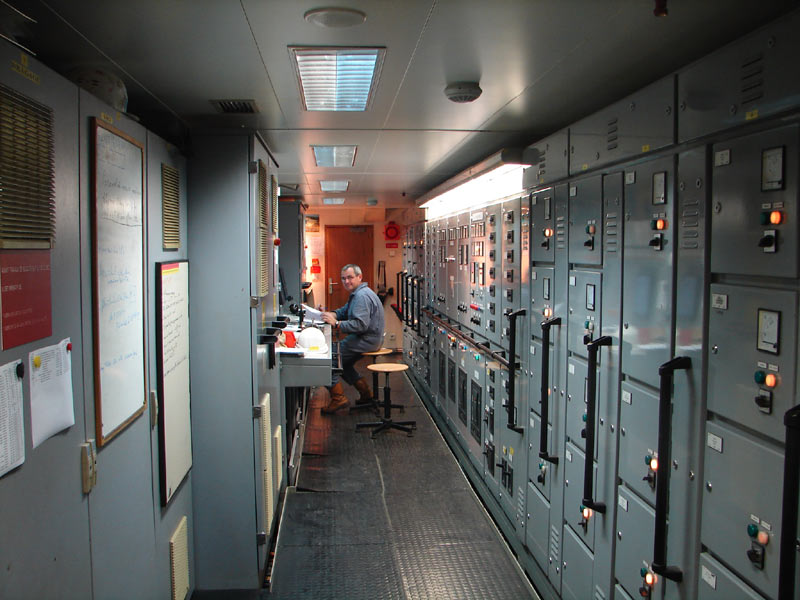
Poste de contrôle

Le compartiment machine comporte généralement un poste de contrôle (PC machine) isolé d'où l'on peut visualiser les paramètres de fonctionnement et commander à distance les différents éléments. Ce poste de contrôle est climatisé afin d'assurer le bon fonctionnement des divers automates et ordinateurs, mais aussi d'améliorer les conditions de travail des mécaniciens de quart.